# Al-ḥamdu lillāh

Un al-jaṭ (caligrafía árabe) de ٱلْحَمْدُ لِلَّٰهِ

Al-ḥamdu lillāh (en árabe: ٱلْحَمْدُ لِلَّٰهِ‎; sin ḥarakāt, الحمد لله; alħamdulillaː(hi)ⓘ) es la expresión del árabe equivalente a «gracias a Dios» o «alabado sea el Señor». Se utiliza de forma generalizada por los hablantes del árabe de cualquier religión, incluidos cristianos y judíos, y de modo muy frecuente por musulmanes como consecuencia del lugar central que esta expresión ocupa en los textos del Corán y las palabras del profeta Mahoma. Es similar a la expresión en hebreo aleluya הַלְלוּיָהּ ("Dios sea alabado"). La primera sura del Corán empieza diciendo al-ḥamdu lillāhi rabbi l-ʿālamīn, es decir: «alabado sea Alá, Señor del Universo».
El significado y explicación profunda de 'alhamdulillah' han sido objeto de amplia exégesis.
La frase tiene tres partes básicas:
- Al - artículo definido, "el".
- Ḥamdu - Que significa el "sentimiento de gratitud", opuesto a Shukr, "palabras de gratitud."
- Li-l-lāh - Preposición + sustantivo Allah. Li- es una preposición que significa "para", "perteneciente a", etc.

En el árabe levantino también se usa al-ḥamdu lillāh como respuesta para «¿qué tal?, ¿cómo estás?», queriendo decir «todo bien». 